# Steve Khan
Steve Khan (*28. dubna 1947, Los Angeles, Kalifornie) je americký jazzový kytarista, který spolupracoval s umělci jako byli například Steely Dan, Billy Joel, Michael Franks, Hubert Laws, Billy Cobham, Jack DeJohnette, James Brown, Maynard Ferguson, Weather Report, Blood, Sweat & Tears a další. Jeho otec byl Sammy Cahn.